# پتر تیپولد
پتر تیپولد (آلمانی: Peter Tiepold؛ زادهٔ ۱۵ نوامبر ۱۹۴۵) بوکسور اهل آلمان است.
وی در مسابقات کشوری و بین‌المللی در مجموع برندهٔ ۱ مدال برنز شده‌است.